# Moss-Ei

Moss-Ei

Das Moss-Ei (engl. Moss's egg) ist ein aus einem Halbkreis und drei weiteren Kreisbögen bestehendes symmetrisches Oval, das dem Profil eines Hühnereis ähnelt.
Das Moss-Ei lässt sich mit Zirkel und Lineal wie folgt konstruieren:
- Man beginnt mit einer Strecke {\displaystyle AB} und konstruiert deren Mittelsenkrechte und zeichnet den Kreis mit {\displaystyle AB} als Durchmesser, dessen obere Hälfte schneidet die Mittelsenkrechte in {\displaystyle C} und die untere Hälfte bildet den ersten Kreisbogen des Ovals.
- Man schlägt dann je einen Kreisbogen um die Endpunkte der Strecke {\displaystyle AB} mit dem Radius{\displaystyle |AB|}, so dass dieser vom anderen Ende der Strecke {\displaystyle AB} zu den Punkten {\displaystyle D} und {\displaystyle E} auf verlängerten Strecken {\displaystyle AC} beziehungsweise {\displaystyle BC} reicht.
- Abschließend zeichnet man einen Kreisbogen von {\displaystyle D} nach {\displaystyle E} mit {\displaystyle C} als Mittelpunkt.

Allgemeiner bezeichnet man ein aus Kreisbögen zusammengesetztes Oval mit einer Symmetrieachse auch als euklidisches Ei.